# Apalonia curvata
Apalonia curvata (лат.) — вид жуков-стафилинид рода Apalonia из подсемейства Aleocharinae. Французская Гвиана.

## Описание
Мелкие коротконадкрылые жуки. Длина тела 1,7 мм. Блестящее коричневое тело с четвёртым и пятым чёрными тергитами; чёрно-коричневые усики с тремя красновато-жёлтыми базальными антенномерами; красновато-жёлтые ноги. Глаза сверху длиннее постокулярной области. Второй антенномер короче первого. Зернистость переднеспинки и надкрылий не видна, на брюшке видна только у заднего края тергита. Этимология: название нового вида отсылает к изогнутой форме сперматеки.  Формула лапок 4-5-5. Голова с отчетливой шеей. Максиллярные щупики состоят из 4 члеников, а лабиальные щупики из 3 сегментов.
Вид был впервые описан в 2015 году итальянским энтомологом Роберто Пейсом (Roberto Pace; 1935—2017) по материалам из Южной Америки (Французская Гвиана).